# Ryoichi Kawakatsu
Ryoichi Kawakatsu, född 5 april 1958 i Kyoto prefektur, Japan, är en japansk tidigare fotbollsspelare.